# Царевский, Арсений Семёнович
Арсений Семёнович Царевский (1853—1917) — духовный писатель

, протоиерей и педагог; профессор богословия в Императорском Дерптском университете; магистр богословия.

## Биография
Родился 1 (13) марта 1853 года в семье дьякона слободы Нижне-Ольховой Донской епархии. Образование получил в Усть-Медведицком духовном училище, Воронежской и Донской духовных семинариях, Киевской духовной академии (18178). Был назначен смотрителем Черкасского духовного училища. В 1884 году был избран на должность доцента по кафедре Священного Писания Ветхого завета Киевской духовной академии; занял также должность помощника инспектора академии.
В 1891 году рукоположён во священника и назначен членом Киевского духовного цензурного комитета и редактором неофициальной части «Киевских епархиальных ведомостей». В сентябре 1892 года был назначен профессором православного богословия в Императорском Юрьевском (Дерптском) университете.
Среди сочинений А. С. Царевского наиболее известны следующие: «Происхождение и состав первой и второй книги Паралипоменон» (Киев, 1878, магистерская диссертация); «Уроки по Закону Божию, способствующие усвоению пространного христианского катехизиса православной церкви» (Киев, 1886—87; Юрьев, 1901); «Введение в Священное Писание Ветхого Завета. О пятикнижии Моисея» (Киев, 1890); «О пастырском служении по учению отцов и учителей церкви» (ib., 1891); «Иудейский синедрион и римские прокураторы в Иудее во времена Иисуса Христа» (Юрьев, 1900). Им был подготовлен материал для биографического словаря «Кафедра православного богословия и Православная церковь имп. Юрьевского университета» (Юрьев, 1902).